# Tidjane Salaün
Tidjane Abdoul Salaün (París; 10 de agosto de 2005) es un baloncestista francés que pertenece a la plantilla de los Charlotte Hornets de la NBA. Con 2,06 metros de estatura, juega en la posición de ala-pívot. 

## Trayectoria deportiva

### Francia
Salaün empezó a jugar en el equipo juvenil del Cholet Basket en la LNB Espoirs, la liga francesa sub-21, en 2021. En febrero de 2023, fue invitado a participar en el campamento Baloncesto Sin Fronteras de la NBA durante el fin de semana del All-Star Game.
Firmó su primer contrato profesional con el primer equipo del Cholet el 10 de julio de 2023, tras haber disputado varios partidos la temporada anterior, compaginandolos con la liga sub-23. Durante la temporada 2023-24 jugó ya enteramente para el equipo sénior del Cholet Basket tanto en la LNB Pro A como en la Liga de Campeones FIBA, y terminó la campaña promediando 9,6 puntos, 3,9 rebotes y 1,0 robos por partido. En la Liga de Campeones fue elegido Mejor Jugador Joven de la de la competición.

### NBA
El 25 de abril de 2024 anunció que se había declarado elegible para el draft de la NBA. Su entrada en el mismo fue confirmada por la NBA el 2 de mayo.
El 26 de junio fue elegido en la sexta posición del Draft de la NBA de 2024 por los Charlotte Hornets. Fue elegido junto a sus compañeros franceses Zaccharie Risacher (seleccionado por los Atlanta Hawks con la primera selección general) y Alexandre Sarr (seleccionado por los Washington Wizards en segundo lugar), convirtiendo a Francia en la primera nación extranjera en tener al menos tres jugadores nativos elegidos entre los 10 primeros lugares de cualquier draft de la NBA.

## Estadísticas de su carrera en la NBA

### Temporada regular
| Año     | Equipo    | PJ | PT | MPP  | %TC  | %3P  | %TL  | RPP | APP | ROB | TPP | PPP |
| ------- | --------- | -- | -- | ---- | ---- | ---- | ---- | --- | --- | --- | --- | --- |
| 2024-25 | Charlotte | 60 | 10 | 20.7 | .330 | .283 | .713 | 4.7 | 1.2 | .5  | .2  | 5.9 |
| Total   | Total     | 60 | 10 | 20.7 | .330 | .283 | .713 | 4.7 | 1.2 | .5  | .2  | 5.9 |